# 烏拜伊·伊本·哈拉夫

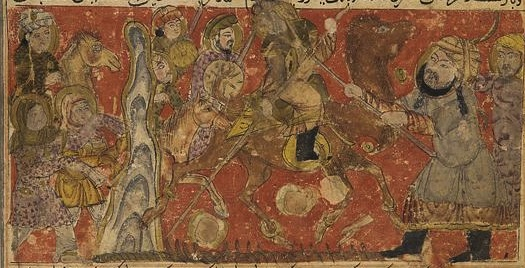
穆罕默德用长枪杀死了烏拜伊·伊本·哈拉夫 。

烏拜伊·伊本·哈拉夫（阿拉伯语：‎）是穆罕默德的一个敌人。他是烏邁耶·伊本·哈拉夫的兄弟。

## 生平
烏拜伊在巴德爾之役被穆罕默德的軍隊俘虜，支付了赎金后獲釋，他的兄弟烏邁耶·伊本·哈拉夫在此役被殺。他在公元625年的乌胡德战役中騎馬向穆罕默德衝去，穆罕默德不准手下擋住他，而用长枪親手杀死烏拜伊。古蘭經8:17描述了此事。